# Zouhair Aouad
Zouhair Aouad, född 7 april 1989, är en bahrainsk långdistanslöpare.
Aouad tävlade för Bahrain vid olympiska sommarspelen 2016 i Rio de Janeiro, där han inte fullföljde loppet på 5 000 meter.